# ドミトリー・バシキーロフ
ドミトリー・アレクサンドロヴィチ・バシキーロフ（ロシア語: Дми́трий Алекса́ндрович Башки́ров、ラテン文字転写例：Dmitri Aleksandrovich Bashkirov、1931年11月1日 - 2021年3月7日）は、ロシアのピアニスト・教授。娘はピアニストのエレーナ・バシュキロワ（ダニエル・バレンボイムの2番目の妻）。グルジア・チフリス出身。

## 概要
アナスタシア・ヴィルサラーゼに師事した後、モスクワ音楽院にてアレクサンドル・ゴリデンヴェイゼルに師事。1955年開催のロン＝ティボー国際コンクールピアノ部門にて最高位（一位なしの二位をフランスのベルナール・リンガイセンと分け合う）。以後、第一線のピアニストとして活躍し、1968年にロシア功労芸術家の称号、1990年にロシア人民芸術家の称号を得ている。その他の栄誉としては、ドイツのツヴィッカウ市からシューマン賞、マドリード自治大学から名誉メダルを贈られている。 
長らくモスクワ音楽院で教鞭を執った後、スペインのソフィア王妃高等音楽院の教授職に就き、欧州を中心に教育活動を続けている。著名な弟子には、ダン・タイ・ソン、アルカーディ・ヴォロドス、デニス・コジュヒンなどがいる。長年の教育経験を買われて、彼は1995年、1998年、2002年のサンタンデールで開催されたパロマオシェイ国際ピアノコンクールを含む主要なコンクールの審査員を務めた。